# Детидетей
Детидете́й, біл. Дзецідзяце́й (рос. Детидетей, укр. Дітидіте́й) — білоруський музичний гурт з Мінська на чолі з акторкою Купалівського театру Ганною Хітрик. Більшість його пісень належать до стилю легкого року і виконуються російською мовою. Проте останній альбом гурту під назвою «РУХ» звертається до народних мотивів, отримав деякі нагороди в галузі білоруської рок-музики і складається з пісень виключно білоруською мовою, у популяризації якої відіграв чималу роль.

## Історія
- 2005 — актори театру ім. Я. Купали, друзі Діма, Аня і Міша почули пісні один одного, почали писати пісні разом і створили гурт.
- 6 червня 2006 — перший концерт гурту.
- 4 травня 2010 — презентація альбому «РУХ».
- червень 2010 — Дітидітей оголосили про відхід у безтермінову творчу відпустку[5].

## Склад гурту
- Ганна Хитрик — вокал
- Дмитро Єсєневич — гітара
- Михайло Зуй — гітара
- Юлія Глушицька — віолончель
- Павло Чимбаєвич — бас-гітара, баян
- Андрій Сапоненко — ударні
- Володимир Лихошапко — дудка

## Дискографія
- Конверты для снов (2007)
- ОтЛично (2008)
- РУХ (2010)